# Grijalva
Grijalva (španělsky Río Grijalva [grichalva]) je řeka v Mexiku (Chiapas, Tabasco). Své jméno dostala po svém objeviteli, kapitánu Juanu de Grijalva v roce 1518.

## Průběh toku
Zdrojnice řeky pramení v Guatemale, Grijalva dále protéká mexickým státem Tabasco a vlévá se do Mexického zálivu. Zhruba 20 km před ústím do Mexického zálivu se Grijalva spojuje s hlavním ramenem delty další významné středoamerické řeky Usumacinta. Společné povodí Grijalvy a Usumacinty má rozlohu 128 390 km², z toho 83 553 km² v Mexiku a 44 837 km² v Guatemale. Obě řeky do zálivu průměrně za rok přivedou 115 536 hm³ vody.
Na středním toku řeky v blízkosti chiapaského hlavního města Tuxtla Gutiérrez se nachází turisty hojně vyhledávaný národní park Cañón del Sumidero.

## Využití
Na řece byly postaveny 4 velké přehradní hráze, u kterých byly zprovozněny vodní elektrárny.
| Název                | Objem zadržené vody | Počet turbín | Instalovaný výkon | Přesné souřadnice                |
| -------------------- | ------------------- | ------------ | ----------------- | -------------------------------- |
| Belisario Domínguez  | 12 762 hm³          | 5            | 900 MW            | 16°24′6″ s. š., 92°46′44″ z. d.  |
| Manuel Moreno Torres | 1 632 hm³           | 8            | 2 400 MW          | 16°56′31″ s. š., 93°6′3″ z. d.   |
| Nezahualcóyotl       | 10 596 hm³          | 6            | 1 080 MW          | 17°10′43″ s. š., 93°35′54″ z. d. |
| Ángel Albino Corzo   | 1 091 hm³           | 4            | 420 MW            | 17°26′47″ s. š., 93°27′32″ z. d. |

Přehradní jezero Belisario Domínguez je největší umělé jezero v Mexiku. Hráz přehrady Manuel Moreno Torres je nejvyšší hrází v Mexiku a zdejší hydroelektrárna má největší instalovaný výkon v Mexiku (pro porovnání: nejvýkonnější česká přečerpávací hydroelektrárna Dlouhé stráně I má výkon 650 MW).